# Мухавська сільська рада
Мухавська сільська́ ра́да — колишня адміністративно-територіальна одиниця та орган місцевого самоврядування в Чортківському районі Тернопільської області. Адміністративний центр — с. Мухавка.

## Загальні відомості
- Територія ради: 17,032 км²
- Населення ради: 706 осіб (станом на 2001 рік)
- Територією ради протікає річка Тупа

## Населені пункти
Сільській раді були підпорядковані населені пункти:
- с. Мухавка

## Історія
Перша сільська рада в Мухавці утворена 1990 року.
1 грудня 2020 року увійшла до складу Нагірянської сільської громади.

## Географія
Мухавська сільська рада межувала з Свидівською, Нагірянською,Улашківською сільськими радами — Чортківського району, та Буряківською сільською радою — Заліщицького району.

## Склад ради

### Керівний склад попередніх скликань

#### Голови ради
| Прізвище, ім'я, по батькові     | Основні відомості | Дата обрання | Дата звільнення |
| ------------------------------- | ----------------- | ------------ | --------------- |
| Березовський Гіллярій Романович | Сільський голова  | 1990         | 1994            |
| Березовський Гіллярій Романович | Сільський голова  | 1994         | 1996            |
| Микицей Галина Ярославівна      | Сільський голова  | 1998         | 2002            |
| Березовський Роман Ілярович     | Сільський голова  | 2002         | 2006            |
| Хвалибога Михайло Іванович      | Сільський голова  | 26.03.2006   | 31.10.2010      |
| Хвалибога Михайло Іванович      | Сільський голова  | 31.10.2010   | 25.10.2015      |
| Хвалибога Михайло Іванович      | 25.10.2015        | 01.12.2020   |                 |

Примітка: таблиця складена за даними сайту Верховної Ради України

#### Секретарі ради
| Прізвище, ім'я, по батькові | Основні відомості | Дата обрання | Дата звільнення |
| --------------------------- | ----------------- | ------------ | --------------- |
| Золотоцька Галина Йосипівна | Секретар          | 1990         | 1994            |
| Золотоцька Галина Йосипівна | Секретар          | 1994         | 1998            |
| Золотоцька Галина Йосипівна | Секретар          | 1998         | 2002            |
| Кардинал Оксана Теодозіївна | Секретар          | 2002         | 2006            |
| Кардинал Оксана Теодозіївна | Секретар          | 2006         | 2010            |
| Олійник Олег Ігорович       | Секретар          | 2010         | 2015            |
| Олійник Олег Ігорович       | Секретар          | 2015         | 2020            |

### Депутати

#### VII скликання
За результатами місцевих виборів 2015 року депутатами ради стали:
1. Зарішняк Зеновій Іванович
2. Вишинська Ганна Василівна
3. Строцень Алла Теодозіївна
4. Семен Марія Василівна
5. Синільник Олена Орестівна
6. Строцень Олег Тарасович
7. Олійник Олег Ігорович
8. Строцень Наталія Богданівна
9. Владика Іван Ананійович
10. Вербицький Лук’ян Іванович
11. Строцень Олег Зеновійович
12. Дмітрієв Володимир Володимирович

#### VI скликання
За результатами місцевих виборів 2010 року депутатами ради стали:
1. Кікис Ігор Любомирович
2. Оробко Євген Климентійович
3. Вишинська Ганна Василівна
4. Гатеж Микола Костянтинович
5. Олійник Олег Ігорович
6. Лехняк Андрій Любомирович
7. Федірко Богдан Степанович
8. Барицький Микола Романович
9. Амрагович Ганна Ільківна
10. Хвалибога Анастасія Василівна
11. Бачинський Богдан Михайлович
12. Строцень Олег Тарасович
13. Нагайовський Степан Ігорович
14. Нагайовський Петро Дмитрович
15. Владика Іван Ананійович

#### V скликання
За результатами місцевих виборів 2006 року депутатами ради стали:
1. Кардинал Оксана Теодозіївна
2. Оробко Євген Климентинович
3. Чернецький Олег Миколайович
4. Онищук Ярема Григорович
5. Олійник Олег Ігорович
6. Лехняк Андрій Любомирович
7. Писарчук Дмитро Богданович
8. Строцень Олег Тарасович
9. Шпортак Дарія Василівна
10. Пастущак Петро Адамович
11. Нагайовський Петро Дмитрович
12. Владика Іван Ананійович
13. Кучерявий Павло Андрійович
14. Барицький Микола Романович
15. Федірко Богдан Степанович

#### IV скликання
За результатами місцевих виборів 2002 року депутатами ради стали:
1. Микицей Марія Богданівна
2. Золотоцька Галина Йосипівна
3. Гатеж Микола Костянтинович
4. Онищук Ярема Григорович
5. Чернецький Олег Миколайович
6. Строцень Зіновій Михайлович
7. Бачинський Богдан Михайлович
8. Писарчук Дмитро Богданович
9. Смітюх Степан Васильович
10. Безпалько Антон Володимирович
11. Мазяр Галина Іванівна
12. Ковальчук Роман Іванович
13. Кучерявий Павло Андрійович
14. Лехняк Галина Андріївна
15. Сливчук Віра Тарасівна

#### III скликання
За результатами місцевих виборів 1998 року депутатами ради стали:
1. Березовський Роман Ілярович
2. Золотоцька Галина Йосипівна
3. Онищук Ярема Григорович
4. Гатеж Микола Костянтинович
5. Микицей Марія Богданівна
6. Миколайчук Іван Степанович
7. Заброцький Володимир Михайлович
8. Амрагович Ганна Іллінішна
9. Возьний Йосип Михайлович
10. Макар Роман Мирославович
11. Мазяр Галина Іванівна
12. Лехняк Галина Андріївна
13. Федірко Ірина Михайлівна
14. Сушельницька Ольга Михайлівна
15. Бачинський Богдан Михайлович

#### II скликання
За результатами місцевих виборів 1994 року депутатами ради стали:
1. Гураль Василь Дмитрович
2. Золотоцька Галина Йосипівна
3. Кікис Любомир Йосипович
4. Хвалибога Ірина Михайлівна
5. Бачинська Ольга Богданівна
6. Владичак Антоніна Мар′янівна
7. Пастущак Петро Адамович
8. Боднарчук Надія Йосипівна
9. Нагайовський Ігор Степанович
10. Зілінька Іван Михайлович
11. Нагірний Іван Михайлович

#### I скликання
За результатами місцевих виборів 1990 року депутатами ради стали:
1. Пастущак Петро Адамович
2. Галанчак Петро Михайлович
3. Строцень Дмитро Павлович
4. Нагірний Іван Михайлович
5. Строцень Зеновій Михайлович
6. Березовський Гіллярій Романович
7. Хвалибога Михайло Іванович
8. Возьна Емілія Степанівна
9. Когут Доміній Іванович
10. Боднарчук Богдан Омелянович
11. Кардинал Богдан Якович
12. Строцень Героній Антонович
13. Ратушняк Адам Іванович